# Jan Frans Cammaert
Joannes Franciscus ou Jan Frans Cammaert, né à Bruxelles le 27 mai 1699, où il est mort le 3 mars 1780, est un rhétoricien et dramaturge particulièrement fécond. 

## L'œuvre théâtrale

### Remarques générales
Déjà en 1765, on a pu recenser plus de cent pièces de sa main.  De nos jours, on n'en connaît plus que trente.
Sa production comprend de nombreuses pièces traduites du français et de l'italien. L'auteur les ayant réunies sous le titre De wercken, Bly- ende Treurspelen (Les Œuvres : Comédies et Tragédies), elles ont été publiées en deux volumes à Bruxelles.
Le manuscrit Goyers de la Bibliothèque royale de Belgique contient 82 pièces numérotées et 7 non numérotées de sa main. 
La Bibliothèque universitaire de Leyde conserve quatre volumes avec, en tout, dix-sept comédies traduites du français et de l'italien, où sont mentionnées les langues originales, mais non les auteurs. 
La plupart des tragédies ont été écrites pour la chambre de rhétorique De Leliebloem, tandis que d'autres ont été composées pour Gedeons-Vlies, la Materbloem et le Wijngaard.
Ce genre de théâtre comprenait des chansons et des ballets dans les prologues et après chaque acte.

### Adaptations

#### Adaptations de pièces françaises
Son adaptation, de 1734, du Malade imaginaire de Molière a été le début d'une longue série de traductions et d'adaptations de pièces de théâtre françaises et italiennes.  La littérature de théâtre de langue française a d'ailleurs été une riche source d'inspiration pour Cammaert.  Au Mahomet de Voltaire, il doit son Mahomet [...] ofte moord-baerende liefde, uytgevrocht in Irena.  La version de Cammaert est parue en 1748 mais, étrangement, le manuscrit de Goyers porte la date 1741.  Il s'agit apparemment d'une erreur, la pièce de Voltaire ne datant que de 1742.  Le  Semiramis de Cammaert, d'après le même auteur français, date  de 1760, toujours selon la même datation, établie pour le manuscrit cité ci-dessus.  
En 1751, il emprunte à l’Horace de Pierre Corneille pour son Rooms-moedigen Horatius, verwinnaer der Albanen (Le Vaillant Romain Horace, Vainqueur des Albanais), 
Son Doodbarende standvastigheydt van den graeve van Essex onder Elisabeth koninginne van Engeland (La Constance mortelle du comte d'Essex sous Élisabeth, reine d'Angleterre) de 1750 est redevable au Comte d'Essex de Thomas Corneille.  Cammaert a également versifié Le Festin de Pierre du même auteur –  qui s'est d'ailleurs inspiré du Dom Juan de Molière – pour son Goddeloose Maeltydt, straf ende ondergangh van Don Juan (Le Repas pervers, la Punition et la Chute de Don Juan, de 1738).  Dans les mises en scène ultérieures, il resurgit comme Don Pedros maeltydt (Le Repas de Don Pedro), à moins qu'il s'agisse ici d'une autre pièce écrite d'après le modèle français : le Maeltyt van don Pederoos geest de l'Anversois Adriaan Peys, datant de 1699.  
D'après Molière est Den Heere Pourceaugnac de 1754.  
La pièce qui a été jouée le plus souvent, également celle qui a été imprimée le plus souvent (et qui, entre autres, a été adaptée par Neyts et Fournier) était Ninette in 't hof (Ninette à la cour), d'après Favart.  Sa première édition est de 1757.  La deuxième impression, de 1761, comprend quelques louanges versifiées à son adresse, faites par d'autres écrivains.
Dans le même genre « léger », Cammaert a écrit De dry verliefde nichten (Les Trois Cousines amoureuses), d'après Dancourt (pièce représentée à Bruxelles en 1757 et en 1764).  Den tooveraer (Le Magicien), d'après Poinsinet, a été jouée en 1774 et Den Kuyper (Le Tonnelier), d'après Audinot et Gossec, représentée en 1768.  La compagnie ambulante de Neyts, elle aussi, avait au programme une pièce lyrique semblable.  Il y en aurait eu une, jouée à Gand en 1796, en 1802 et en 1813, et De verliefde kuyper (Le Tonnelier amoureux) a été représentée à Ooigem en 1791 et à Everghem de 1808 jusqu'en 1816.  
En outre, Cammaert a adapté son Onrust door den ryckdom d'après L'Embarras des richesses de Soulas d'Allainval.  Den houtkliever of de dry wenschen (Le Bûcheron ou les Trois Souhaits, de 1770) est une adaptation d'après la pièce de Jean-François Guichard et Nicolas Castet.  De twee jaegers en de melkverkoopster (Les Deux Chasseurs et la Laitière, de 1764) et Den Lands-soldaet (Le Milicien, de 1770) sont d'après Anseaume.  La première de ses deux pièces a été jouée à Bruxelles en 1769, en 1772 et encore en 1814, et a également été adaptée par Neyts pour sa compagnie ; l'autre a été représentée à Bruxelles en 1774 et à Baesrode en 1780.
L'on connaît de lui les comédies Den Hoogmoedigen (L'Orgueilleux, de 1757), De waersegger van het dorp (de 1758) d'après Le Devin du village de Rousseau, Den valschen Astrologant (Le Feint Astrologue, de 1763), De koning en de pachter (Le Roi et le Fermier, de 1764) d'après Sedaine et De twee gierigaerds (Les Deux Avares, de 1772).

#### Adaptation de l'italien
Belphegor ofte Ondersoecker van het Leven der Vrouwen (Belphégor ou le Chercheur de la vie des femmes, de 1754) est décrite comme « getrocken uyt den Italiaenschen Theater », c'est-à-dire d'après le théâtre italien.  Worp donne toutefois le Belphégor de Legrand comme source.

#### Adaptations de Vondel

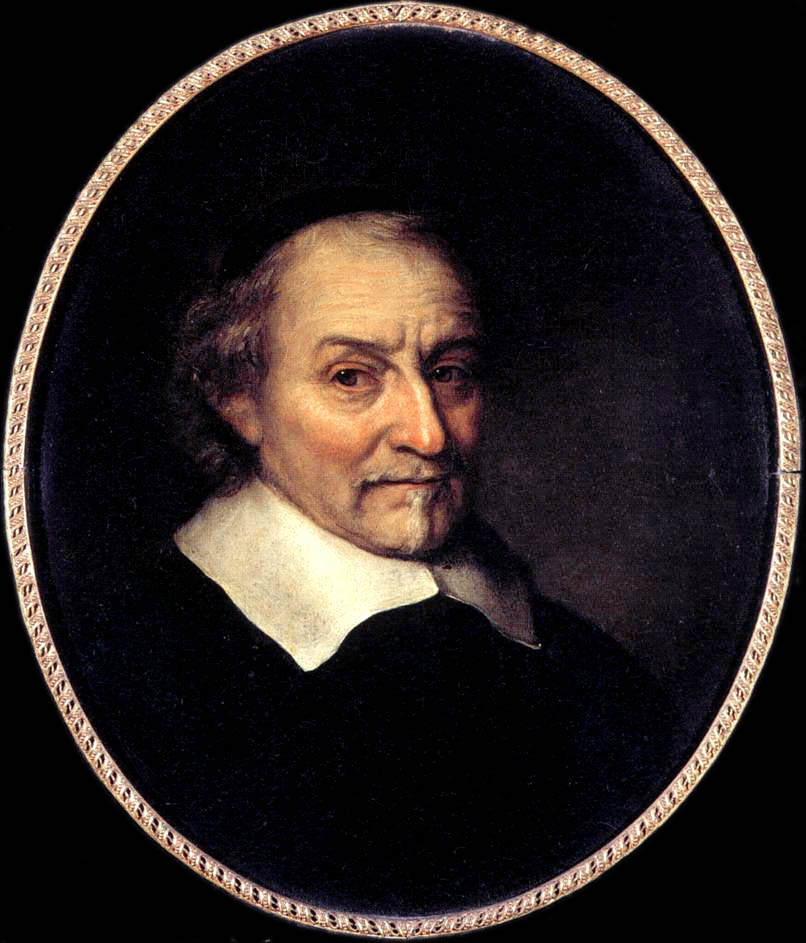
Portrait de Joost van den Vondel (1587-1679), par Philips Koninck. L'œuvre de Vondel a été une source d'inspiration pour Cammaert, qui a même été appelé un second Vondel.

Ceux qui ont fait l'éloge de Cammaert savaient à quel point ils ont eu raison lorsqu'ils l'ont appelé un second Vondel.  Vondel est, sans contredit, la source d'inspiration de sa pièce Adam ende Eva uyt het lust-paradys gejaegt in ballingschap (Adam et Ève chassés du paradis, de 1746).  Cette pièce a été jouée à Bruxelles en 1756, ainsi qu'en 1784 ; à Wachtebeke, elle a même été représentée seize fois en 1766 et, à Oosterzele, douze fois en 1796.  Bien que Cammaert qualifie son apport personnel de limité à quelques vers, on a repéré des fragments considérables de l’Adam in ballingschap de Vondel, et cela de la table des matières jusqu'à la dernière scène, même s'il a légèrement modernisé le langage du livret.  De plus, il a remplacé les noms d'Asmodée et Bélial par ceux – mieux connus du théâtre des Pays-Bas méridionaux – de Beelzebud et Astaroth, et l'archange Uriel par la figure de Dieu ; il insère encore un prélude sur la création du monde, des ballets d'anges et l'acte de Joie de différents animaux.
À en croire le titre, une deuxième pièce, non conservée mais datant de 1744, Samson, ofte heylige vraecke (Samson ou la Vengeance sacrée), a été représentée par la Leliebloem en 1763 et remonterait également à une tragédie de Vondel.
La pièce appelée ultérieurement Mary Stuart [...] bloeddorstigen hoogmoed van de vraeksuchtige rebellerende calvynisten (Marie Stuart : orgueil meurtrier des révoltés calvinistes vindicatifs) a été jouée à Anzegem en 1769, à Roulers, à Tielt en 1772, à Saint-Gilles-lez-Termonde jusqu'à dix-neuf reprises en 1797 et à Everghem de 1808 à 1816.  On n'a pas encore découvert où Cammaert aurait trouvé la matière de sa pièce sur Marie Stuart.  Selon toute vraisemblance, ce n'était pas la Maria Stuart of Gemartelde majesteit (de 1646) de Vondel qui l'aurait inspiré.  Worp a retrouvé une Noyt-gehoorde vreedheyt van de allerquaedste onder alle de vrauwen Elisabeth [...] tegen haere nichte Stuarta d'un auteur inconnu des Pays-Bas méridionaux du XVIIIe siècle et une Ongheblanckette Maria Stuart (de 1652) de Steven Theunisz. van der Lust, qui va à l'encontre du drame de Vondel.  Peut-être faut-il chercher le modèle dans la littérature française ou dans les drames scolaires ; ainsi, un imprimeur d'Ypres, Th. Walwein, a publié une pièce, Elisabeth tegen Stuarta, non datée et de la plume d'un Jésuite d'Ypres.

## Poésie

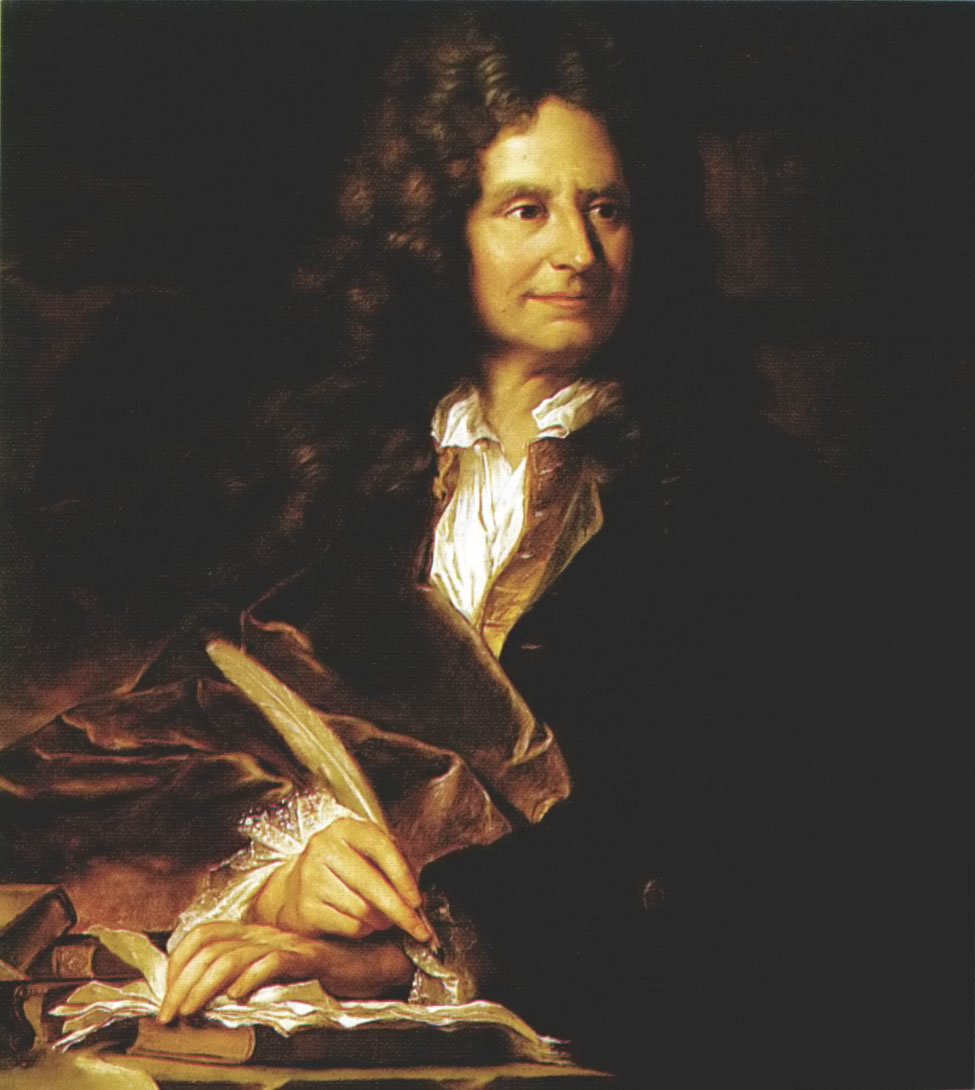
Portrait de Nicolas Boileau (1636-1711) par Hyacinthe Rigaud. Cammaert est l'auteur d'une traduction de ses satires.

Finalement, Cammaert est l'auteur d'une traduction de 18 000 vers des satires de Boileau, De twaelf Schimpdichten van Boileau-Despréaux.  Selon le manuscrit Goyers, cette pièce date de 1760.  De dichtkonst van den heere Nicolaes Boileau Despreaux, ouvrage imprimé en 1754 avec d'innombrables remarques (« aenmerkingen »), témoigne d'une certaine érudition et renvoie, entre autres, à des sources latines.  Son auteur suggère avoir eu des contacts personnels avec Boileau ; du moins, il écrit :  « Monsieur Despreaux m'a assuré qu'il n'a pas réfléchi sur … », ce qui est peu crédible, car Boileau est mort en 1711.  Cette traduction est toutefois évaluée comme pénible et parfois erronée.  
En 1745 est parue à Bruxelles, sur 427 pages, et rimée d'après Quinte-Curce, la Lof-schaterende krygs-bazuyn ofte rym-weergalmende echo op alle edelmoedige daeden van Alexander den Grooten,.
Un recueil de poésie de circonstance est conservé dans les archives de la Ville de Bruxelles.  Ce recueil contient, à part des poèmes composés pour des chambres de rhétorique jubilantes ou à l'occasion d’événements historiques et de commémorations à Bruxelles et en Brabant (ainsi que concernant le fameux Manneken-Pis), un quatrain sur le 200e anniversaire de la naissance de Vondel et une épitaphe sur ce phénix parmi les poètes (« Phenix der Poëten ») :
« Wilt met verwondering dees grafplaets nadertreden
Eert d'ouden man, eert den poëet, die overmant
Al de Poëten heeft door jaeren en verstand. »
« N'approchez donc qu'avec stupéfaction cette sépulture
Veuillez honorer l’homme âgé, le poète, qui a maîtrisé
Tous les poètes par son âge et par son intelligence. »

## Réception de l'œuvre

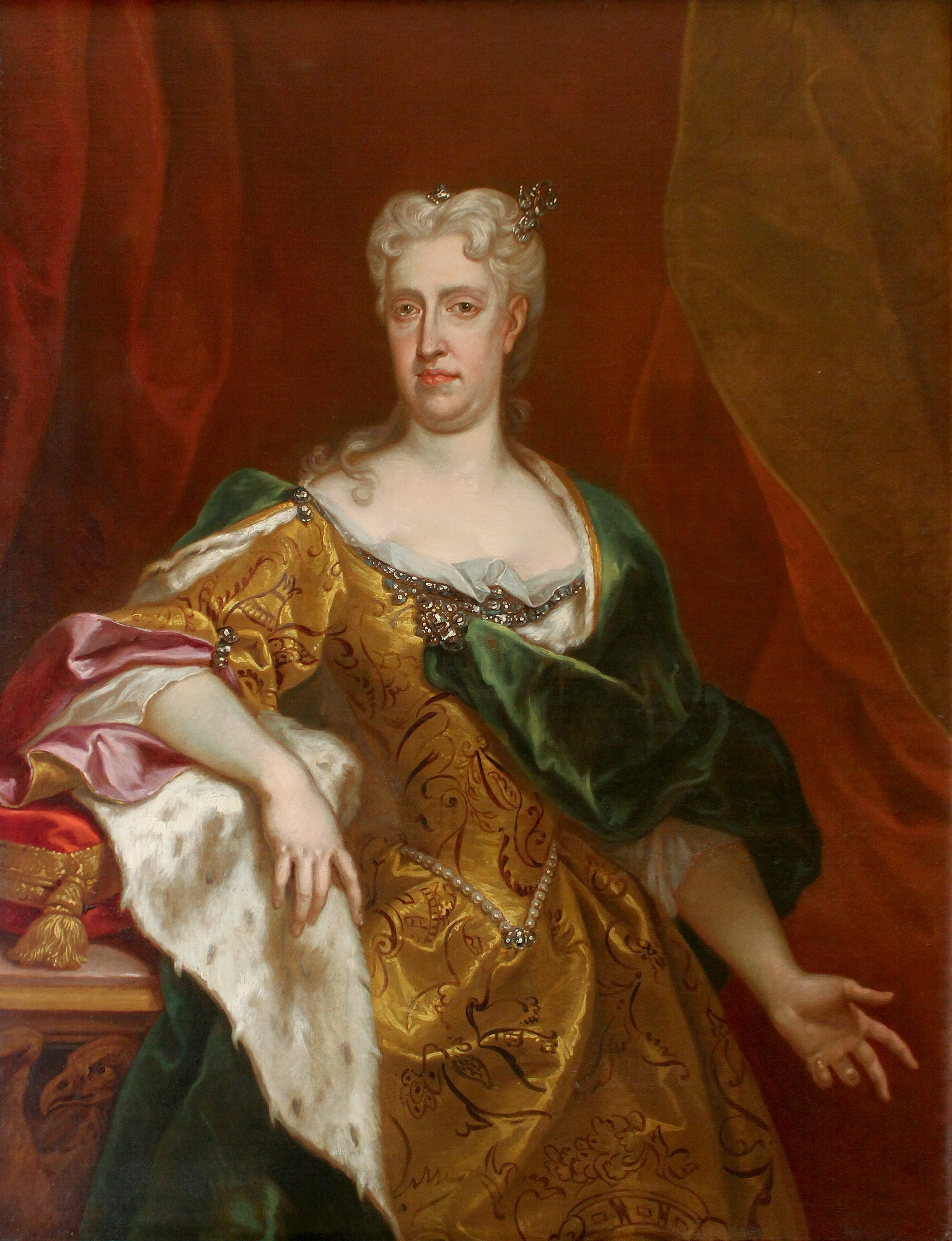
Marie-Élisabeth d'Autriche (1680-1741), gouvernante des Pays-Bas autrichiens, dans un portrait de Jean van Orley. Les pièces de Cammaert ont été portées à la scène au théâtre de Bruxelles et ont été applaudies par l'archiduchesse et son entourage.

De ses pièces, la plupart ont été portées à la scène au théâtre de Bruxelles et ont été applaudies par l'archiduchesse Marie-Élisabeth d'Autriche et par son entourage.  C'est, en effet, en présence de la gouvernante que la chambre de rhétorique De Leliebloem a représenté Esther. 
Cammaert a reçu les éloges de ses pairs dans les introductions légèrement panégyriques des douze pièces que la veuve Jacobs a publiées de lui entre 1746 et 1751, et qui sont de la main de poètes tels que Joannes Laurentius Krafft, Q.M. van Langendonck et Hermannus van Lathem.  Ainsi, Van Langendonck, l'un des auteurs des louanges de la deuxième impression de Ninette in 't hof, écrit :
« Wat niet al Spelen, uyt de Fransche Rym-rivieren,
Siet men nu door uw' pen 't heel Nederland doorswieren. »
« Que de jeux, venant des fleuves de la poésie française,
Ne voit-on pas passer par les Pays-Bas, grâce à votre plume ? »
À plusieurs reprises, on l'a comparé à Vondel.  Dans sa louange, J.F. de Four écrit, en 1750, que plus de 70 pièces le rendent l'égal de Vondel en tant que poète.
Frans Donaat van Daele (1737-1818), dans son magazine Tyd-verdryf, le tient pour un gâcheur de la langue. 
Gracieusement, l'on confère à Cammaert plus de talent comme poète original que comme traducteur poétique ; Geysbeek le trouve plein d'esprit dans sa tragédie David zegepraelende (David vainqueur), et cela grâce aux situations où il plante ses personnages et à son emploi d'expressions tragiques.  Toutefois, constate Geysbeek, il est dommage qu'il ait choisi de se soumettre à la dominance française, plutôt que de suivre de façon franche et libre son premier et propre chemin .
Il faut tout de même signaler que la critique moderne lui est, en fait, moins favorable.  Parfois, on considère ses traductions de pièces d'origine étrangère comme forcées, voire médiocres.  La critique moderne juge souvent forcés et irréels les dialogues des versions de Cammaert, comme d'ailleurs ceux de certaines des pièces originales, à quoi s'ajouterait la maladresse de son propre langage.  Les chansons seraient particulièrement faibles.  Maurits Sabbe l'appellera « le pourvoyeur attitré du répertoire flamand à Bruxelles ».
Si la critique moderne est souvent caustique à l'égard de cet auteur, il faut bien se rendre compte qu'il s'agit chez lui de livrets dramaturgiques qui doivent réellement et en premier lieu fonctionner sur scène.  Si Eugène de Bock considère ses chansons de théâtre comme imparfaites, il convient d'admettre que la qualité de celles-ci ne le cède en rien à celle des paroles banales des livrets de, même, les opéras canonisés.  Quoi qu'il en soit, son langage, qui témoigne d'un baroque quasiment maniériste, a déplu à de nombreuses générations venues après la sienne.

## Œuvres
Cette liste ne prétend pas être exhaustive.
- (nl) 1730, Cruys-vaert, ofte Christelycke eertriumph van Godefroid Bouillon, Roomsche ongestaedigheyt naer de doodt van Tarquinius Priscus (Croisade, ou l'Honorable Triomphe chrétien de Godefroy de Bouillon : inconstance romaine après la mort de Tarquin l'Ancien), œuvre perdue ;
- (nl) 1732, Hendrikus den tweeden, gebynaemt den grootmoedighen (Henri II, surnommé le magnanime), représentée à Bruxelles en 1732 et en 1768 ;
- (nl) 1734, Griseldis ofte beproefde standtvastigheyt (Griselda ou la Constance éprouvée), un vieux thème qui réapparaît également dans les drames représentés aux écoles[19] ;
- (nl) 1734, Den Spelder (L'Acteur) ;
- (nl) 1734, Den ingebeelden siecken, adaptation du Malade imaginaire de Molière ;
- (nl) 1734, Constantinus (Flavie Constantin), représentée en 1734 ;
- (nl) 1735, Van De Advokaet Patelyn (De l'Avocat Patelin), Kalff prétend que cette pièce a été publiée en 1754 ;
- (nl) 1739, Ines de Castro, Maximinianus, Gustavus kroonprins van Zweden, Dionisius tiran van Syracuse, in Clovis eersten christen koninck van Vranckryck, door godtvrugtigheyt [...] van Clotildis [...] gedopt (Inés de Castro, Maximien Hercule, Gustave prince héritier de Suède, Denys tyran de Syracuse, en Clovis le premier roi chrétien de France, par piété, baptisé par Clotilde), il s'agit sans doute de la pièce représentée sous le titre De bekeering van Clodoveus à Escornaix en 1759, à Anzegem en 1761, à Etikhove en 1770 et à Everbecq en 1778 et sous le titre Clotildis of 't heyden Vrankryk wonderlyk christen geworden à Oostakker en 1782 ;
- (nl) 1746, Adam ende Eva uyt het Lust-Paradys gejaegt in ballingschap, Aller Treurspelen-Treurspel-treurspel, verrykt, met verscheyde verssen van den vermaerden J. van Vondel, Getrocken uyt de H. Schriftuere ende voorts in-rym-gestelt (Adam et Ève, chassés du paradis, en exil), dans l'esprit de Vondel et inspiré par lui ;
- (nl) 1746, David zegenpraelende op Goliath (David vainqueur de Goliath), pièce imprimée à Gand et jouée en 1746, représentée par la chambre de rhétorique De Leliebloem en 1747, réimprimée à Bruxelles en 1751 et représentée à Zomergem en 1773 à l'occasion d'un concours ;
- (nl) 1746, Bloedige nederlaeg ende dood van Saul (Défaite sanglante et mort de Saül), d'après le français de Pierre Du Ryer (?), jouée par la Leliebloem en 1746 et imprimée en 1751 ;
- (nl) 1747, Bloedige Martelkroon, ofte Maria Stuart, Koninginne van Schotland, gebylt door Kroonsucht van Elisabeth, Koninginne van Engeland (Couronne de martyre sanglante, ou Marie Stuart, reine d'Écosse, décapitée par le désir de la couronne d'Élisabeth, reine d'Angleterre), tragédie (d’après Edme Boursault) ;
- (nl) 1748, Joas, sevenjarig Koning van Juda, van de moord bevryd door Josaba, opgevoed onder het bestuer van Joiada, en vruchteloos vervolgt door Athalia' (Joas, roi de Juda à sept ans, sauvé de la mort par Josaba, élevé sous le gouvernement de Joiada, et en vain persécuté par Athalie), tragédie « à bonne issue », parut en 1748 et jouée, la même année, par De Leliebloem à Bruxelles et par les rhétoriciens d'Asse à Liedekerke ;
- (nl) 1748, Mahomet den tweeden Turcks-keyser, ofte Moord-baerende Liefde, uytgevrocht in Irena, Princesse van Griecken, (Mohammed, le deuxième empereur des Turcs, ou l'amour criminel né d'Irène, princesse des Grecs), tragédie d'après Voltaire ;
- (nl) 1749, Esther ofte opgang van Mardocheus ende ondergang van Aman (Esther ou la Montée de Mardochée et la Chute d'Haman), tragédie « à bonne issue » d'après Racine, transmise par une édition de 1749 (avec, entre autres, une louange par Krafft) ;
- (nl) 1749, Goddeloose Maeltyt, Straf ende ondergangh van Balthassar (Repas divin, Punition et Chute de Balthazar), publiée à Bruxelles en 1749 et y jouée en 1738, en 1749, et en 1762, à Hekelgem en 1784 ;
- (nl) 1749, Straf ende Dood van Bathasar, Koning der Chaldeen, benevens de Kroninge van Darius, Koning van Meden (Punition et Mort de Balthazar, roi des Chaldéens, et le Couronnement de Darius, roi des Mèdes), tragédie « à bonne issue » ;
- (nl) 1750, Constantinus, Rooms-Keyser, de Onnooselheyt van synen sone, Crispus, ende de boosheyt van syne vrouwe Fausta, straffende (Constantin, empereur romain, la Stupidité de son fils, Crispus, et la Méchanceté de sa femme Fausta punie), jouée à Zarlardinge en 1777 et à Deerlijk en 1788, douze représentations à Nukerke en 1800 (un Spel van Constantinus est représenté à Alost en 1762).
- (nl) 1750, De gestrafte min-lust van Maria van Aragon (L'Envie amoureuse de Marie d'Aragon punie), 1750, représentée à Bruxelles en 1771, à Denderbelle en 1788, à Baesrode en 1804 ;
- (nl) 1750, Gestrafte ontrouw, ofte rampsalige ontrouw van Maria van Arragon, Vrouwe van den Roomschen Keyser Otho den Derden (L'Infidélité punie, ou l'Infidélité désastreuse de Marie d'Aragon, épouse de l'Empereur romain Otton III), tragédie ;
- (nl) 1750, Dood-baerende standvastigheyt in den Graeve van Essex, onder Elisabeth, Koninginne van Engeland, tragédie ;
- (nl)  1751, David zegepraelende op Goliath (David, vainqueur de Goliath), tragédie « à bonne issue » ;
- (nl) 1751, Bloedige nederlaeg ende Dood van Saul, koning van Israel (Défaite sanglante et Mort de Saül, roi d'Israël), tragédie ;
- (nl) 1751, Den Roomsmoedigen Horatius verwinnaer der Albaenen (Le Vaillant Romain Horace, Vainqueur des Albanais), tragédie « à bonne issue », d'après Pierre Corneille ;
- (nl) 1754, De dichtkonst van den heer Nic. Boileau Despreceux (L'Art poétique de Monsieur Nic. Boileau Despreceux), d'après L'Art poétique de Boileau ;
- (nl) 1757, Ninette in het Hof (Ninette à la cour), comédie traduite du français ;
- (nl) 1757, De dry verliefde Nichten (Les Trois Cousines amoureuses) ;
- (nl) 1757, Den Hoogmoedigen (L'Orgueilleux) ;
- (nl) 1758, Den Waerzegger van het dorp (Le Devin du village) ;
- (nl) 1762, Salomon of goddelyck orakel (Salomon ou l'Oracle divin) représentée par la Leliebloem en 1762 ;
- (nl) 1763, Den valschen Astrologant (Le Faux Astrologue) ;
- (nl) 1768, De Koning en de Pachter (Le Roi et le Fermier) ;
- (nl) 1768, De Kuiper (Le Tonnelier) ;
- (nl) 1768, De Twee Jagers en het Melkmeisje (Les Deux Chasseurs et la Laitière) ;
- (nl) 1770, Den deserteur (Le Déserteur) ;
- (nl) 1772, De twee Gierigaerds (Les Deux Avares).